# Lara Croft and the Guardian of Light
Lara Croft and the Guardian of Light (с англ. — «Лара Крофт и Хранитель Света») — компьютерная игра, разработанная Crystal Dynamics для Windows, PlayStation 3 и Xbox 360. Является продолжением серии игр о приключениях Лары Крофт. В отличие от предыдущих игр серии Lara Croft and the Guardian of Light не содержит в названии словосочетания Tomb Raider и не связана с остальными играми серии. Игра имеет упор на совместное прохождение. Проект занял 14 место в рейтинге «Топ 25 игр Xbox Live Arcade» от IGN.

## Игровой процесс
- Кооперативная игра и совместное прохождение сюжета для двух игроков как по локальной сети, так и по интернету.
- Сюжет, лежащий вне основной сюжетной линии серии «Tomb Raider».
- Второй персонаж — воин майя по имени Тотэк.
- В зависимости от того, играет игрок в одиночку или с партнёром, Тотэк может помогать Ларе.
- Кроме своих копий, Тотэк может использовать пулемёт и бомбы.
- Лара Крофт теперь получила в свой арсенал ожидаемый многими игроками огнемёт.

## Сюжет
Две тысячи лет назад произошло сражение между Тотэком — Хранителем Света, и Ксолотлем — Повелителем Тьмы. Злой дух смог одолеть храброго воина, использовав Зеркало дыма, с помощью которого призвал полчища ужасных монстров. Но Тотэк выжил в битве и смог заточить злого Ксолотля в его же зеркало. Чтобы не допустить пришествия зла в этот мир вновь, воин в виде каменной статуи стал охранять зеркало с заточённым в него богом.
Спустя два тысячелетия молодая искательница приключений и археолог-любитель Лара Крофт, привлечённая легендами о таинственном зеркале, стала разыскивать его. Но когда она заполучила зеркало, преодолев множество опасностей и трудностей, оказалось, что за Ларой следовал отряд наёмников во главе с местным полевым командиром. Не зная о проклятье или попросту не веря в него, лидер повстанцев случайно вызывает Ксолотля в наш мир. Статуя Тотэка оживает и сообщает, что если не остановить злого духа до рассвета, мир погрузится во тьму.

## Загружаемый контент
К игре Lara Croft and the Guardian of Light вышло пять DLC:
- «Kane & Lynch Character Pack» позволяет в одиночной кампании и мультиплеере играть за Кейна и Линча из одноименной игры.
- «Legacy of Kain Character Pack» позволяет в одиночной кампании и мультиплеере играть за Каина и Разиэля из серии игр Legacy of Kain.
- «All the Trappings» Challenge Pack 1 добавляет четыре карты-испытания.
- «Things that Go Boom» Challenge Pack 2 добавляет четыре карты-испытания.
- «Hazardous Reunion» Challenge Pack 3 добавляет четыре карты-испытания.

## Критика
| Сводный рейтинг    | Сводный рейтинг       | Сводный рейтинг       | Сводный рейтинг      |
| Издание            | Оценка                | Оценка                | Оценка               |
| Издание            | PC                    | PS3                   | Xbox 360             |
| ------------------ | --------------------- | --------------------- | -------------------- |
| GameRankings       | 81,56 %               | 82,91 %               | 86,29 %              |
| Metacritic         | 82 / 100 (13 обзоров) | 84 / 100 (26 обзоров) | 85 / 100 (73 обзора) |
| Иноязычные издания |                       |                       |                      |
| Издание            | Оценка                | Оценка                | Оценка               |
| Издание            | PC                    | PS3                   | Xbox 360             |
| AllGame            | [ 11 ]                | [ 12 ]                | [ 13 ]               |

| Сводный рейтинг       | Сводный рейтинг |
| Агрегатор             | Оценка          |
| --------------------- | --------------- |
| TopTenReviews         | [ 14 ] [ 15 ]   |
| Иноязычные издания    |                 |
| Издание               | Оценка          |
| 1UP.com               | A-              |
| CVG                   | 8,8 / 10        |
| Eurogamer             | 9 / 10          |
| G4                    | 4 / 5           |
| GamePro               | [ 26 ] [ 27 ]   |
| GameRevolution        | B               |
| GameSpot              | 8,5 / 10        |
| GamesRadar+           | 9 / 10          |
| GameTrailers          | 9,1 / 10        |
| IGN                   | 8,5 / 10        |
| TeamXbox              | 9,2 / 10        |
| XboxAddict            | 90 %            |
| Русскоязычные издания |                 |
| Издание               | Оценка          |
| Absolute Games        | 78 %            |
| «PC Игры»             | 8,0 / 10        |
| PlayGround.ru         | 7,9 / 10        |
| «Домашний ПК»         | [ 42 ]          |
| «Игромания»           | 8,0 / 10        |
| «Страна игр»          | 9,0 / 10        |
| StopGame.ru           | похвально       |

В 2018 году, благодаря уязвимости в защите Steam Web API, стало известно, что точное количество пользователей сервиса Steam, которые играли в игру хотя бы один раз, составляет 550 882 человека. В мае 2022 года стало известно, что число загрузок мобильных проектов Lara Croft and the Guardian of Light, Lara Croft and the Temple of Osiris, Lara Croft: Relic Run и Lara Croft Go превысило 53 млн копий.